# Edmondo Della Valle
Edmondo Della Valle (Arce, 16 novembre 1904 – Palm Beach, 4 dicembre 1976) è stato un calciatore italiano, di ruolo mezzala.

## Biografia
Nato nel frusinate ma emigrato bambino con la famiglia in Argentina, tornò in seguito nella nazione d'origine per proseguire la sua carriera calcistica.

## Carriera
Militò inizialmente nel Foggia, da cui venne acquisito dalla Juventus nel 1928.
Della Valle, primo oriundo nella storia del club piemontese, fece il suo esordio con la maglia bianconera contro la Reggiana il 30 settembre 1928, in un pareggio per 2-2, mentre la sua ultima partita fu contro il Modena il 20 aprile 1930, in una sconfitta per 2-1. Nelle sue due stagioni a Torino collezionò 15 presenze e 2 reti, venendo impiegato principalmente quale riserva di Federico Munerati.
Nel 1930 venne ceduto al Bari, con cui ottenne la promozione in Serie A al termine della sua unica stagione in biancorosso; successivamente militò nella Sanremese, fino al 1935.

## Statistiche

### Presenze e reti nei club
| Stagione        | Squadra         | Campionato      | Campionato | Campionato | Coppe nazionali | Coppe nazionali | Coppe nazionali | Coppe continentali | Coppe continentali | Coppe continentali | Altre coppe | Altre coppe | Altre coppe | Totale | Totale |
| Stagione        | Squadra         | Comp            | Pres       | Reti       | Comp            | Pres            | Reti            | Comp               | Pres               | Reti               | Comp        | Pres        | Reti        | Pres   | Reti   |
| --------------- | --------------- | --------------- | ---------- | ---------- | --------------- | --------------- | --------------- | ------------------ | ------------------ | ------------------ | ----------- | ----------- | ----------- | ------ | ------ |
| 1928-1929       | Juventus        | DN              | 9          | 1          | -               | -               | -               | CEC                | ?                  | ?                  | -           | -           | -           | 9+     | 1+     |
| 1929-1930       | Juventus        | A               | 6          | 1          | -               | -               | -               | -                  | -                  | -                  | -           | -           | -           | 6      | 1      |
| Totale Juventus | Totale Juventus | Totale Juventus | 15         | 2          |                 | -               | -               |                    | ?                  | ?                  | -           | -           | -           | 15+    | 2+     |
| Totale carriera | Totale carriera | Totale carriera | 15+        | 2+         |                 | -               | -               |                    | ?                  | ?                  | -           | -           | -           | 15+    | 2+     |